# 羅世錦
罗世锦（？—1644年），號焕宇，陕西巩昌府两当县人。明朝政治人物。

## 生平
萬曆四十六年（1618年）戊午科陕西鄉試舉人，天啓二年（1622年）壬戌科進士。授临淄令，调蓬莱，治行卓卓有名，崇祯元年考选，擢广西道监察御史，二年巡视南城，三年巡按山西，兴利除弊不少避，四年养病。崇祯五年（1632年），流贼陷山西蒲州永宁，且大掠，巡抚宋统殷提兵援剿，巡按御史罗世锦归咎于秦，谓以邻为壑；给事中裴君赐，晋人也，上言请责成秦镇抚驱之回秦，后再议剿抚，识者笑之。寻被削籍为民。崇祯十四年补应天府简较（检校），十五年升掌醖署监事。十七年甲申李自成率军攻入山西，罗世锦被逼饷拷断其足而死，清朝顺治十一年知县蒋大震为志其患烈于墓。弟罗奇锦，字关之，崇祯间知四川安居县，革马政，禁截粮，有政声。